# 137 Dywizja Piechoty (III Rzesza)
137 Dywizja Piechoty (niem. 137. Infanterie-Division) – niemiecka dywizja z czasów II wojny światowej, sformowana na mocy rozkazu z 10 października 1940 roku, w 11. fali mobilizacyjnej na poligonie Döllersheim w XVII Okręgu Wojskowym.

## Struktura organizacyjna
- Struktura organizacyjna w październiku 1940 roku:

447., 448. i 449.  pułk piechoty, 137. pułk artylerii, 137. batalion pionierów, 137. oddział rozpoznawczy, 137. oddział przeciwpancerny, 137. oddział łączności, 137. polowy batalion zapasowy;
- Struktura organizacyjna w 1943 roku:

447. i 448. pułk grenadierów, 137. pułk artylerii, 137. batalion pionierów, 137. dywizyjny batalion fizylierów, 137. oddział przeciwpancerny, 137.oddział łączności, 137. polowy batalion zapasowy;

## Dowódcy dywizji
- Generalleutnant Friedrich Bergmann 8 X 1940 – 21 XII 1941;
- Oberst Siegfried Heine 21 XII 1941 – 28 XII 1941;
- Oberst Muhl 28 XII 1941 – 5 I 1942;
- Generalleutnant Hans. Kamecke 5 I 1942 – 12 II 1942;
- Generalleutnant Dr Karl Rüdiger 12 II 1942 – 25 II 1942;
- Generalleutnant Hans. Kamecke 25 II 1942 – 15 X 1942;
- Generalleutnant Egon von Neindorff 15 X 1942 – 16 XII 1943.